# Narp (Utarp)
Narp ist ein Ortsteil der Gemeinde Utarp, einer von acht Mitgliedsgemeinden der Samtgemeinde Holtriem im Landkreis Wittmund in Niedersachsen.

## Name
Arend Remmers vermutet, dass der Ortsname auf das altfriesische Wort Ni(e)-therp für Neudorf zurückgeht. Erstmals wird er im Jahre 1447 als Nyarp urkundlich erwähnt. Aus dem Jahre 1589 ist die Bezeichnung Neudorp überliefert, 1599 wird er Nyerp genannt. Die heutige Schreibweise ist seit 1684 geläufig.

## Geschichte
Bei Narp handelt es sich um eine frühmittelalterliche Siedlung, die sich südlich des alten Heerweges befindet, der entlang des nördlichen Geestrandes verlief und von Esens nach Norden führte.  Der Name verweist – wie auch bei Utarp – auf den Ausbau eines älteren Dorfes.
Im 19. Jahrhundert wuchs der Ort rasant. Noch 1823 hatte der Ort lediglich 38 Bewohner, die sich auf zehn Feuerstellen verteilten. Im Jahre 1848 waren es bereits 111 Einwohner, die in 19 Wohngebäuden lebten. Das Klockhaus' Kaufmännische Handel- und Gewerbe-Adressbuch verzeichnete 1892 für Narp bei 100 Einwohnern sieben Geschäfte bzw. Handwerksbetriebe: einen Gasthof, einen Bäcker, einen Gemischtwarenladen, ein Malergeschäft, eine Mühle, eine Schmiede und einen Zimmereibetrieb.
Jacob Dollmann ließ 1921 in Narp den Gasthof J. Dollmann erbauen, der im letzten Drittel des 20. Jahrhunderts  als Kult-Disco Lagune weit über die Ortgrenzen hinaus Bekanntheit erlangte. Im Juni 2023 wurde das Gebäude abgebrochen.
Narp gehörte im Landkreis Wittmund neben der Kreisstadt, Esens und Friedeburg zu den Orten, in denen nach November 1932 regelmäßige Propagandaschulungen für NSDAP-Mitglieder durchgeführt wurden.